# Sunrise Beach (Missouri)
Sunrise Beach est un village des comtés de Camden et Morgan, dans le Missouri, aux États-Unis,. Situé à la frontière des deux comtés, il est incorporé en 1956.

## Démographie
Lors du recensement de 2010, le village comptait une population de 431 habitants. Elle est estimée, en 2016, à 473 habitants.

## Source de la traduction
- (en) Cet article est partiellement ou en totalité issu de l’article de Wikipédia en anglais intitulé « Sunrise Beach, Missouri » (voir la liste des auteurs).